# 逢沢寛
逢沢 寛（逢澤寛、あいざわ かん、1888年5月15日 - 1982年10月25日）は、昭和時代の日本の政治家、衆議院議員（9期）。

## 経歴
岡山県の農家に生まれる。
1899年臥竜高等小学校中退。1912年逢沢組を設立、1939年逢沢組を改組し中国土木（アイサワ工業の前身）を設立。その間、1937年の第20回衆議院議員総選挙で旧岡山1区から立憲民政党公認で立候補するが落選。1942年の翼賛選挙で非推薦候補として立候補し初当選。以後当選9回。通算25年代議士を務め、運輸政務次官や日本遺族会副会長などを歴任。1956年、建設業に携わり経営に努め業界団体の要職について同業の発展に寄与したとして藍綬褒章受章。1964年秋の叙勲で勲二等旭日重光章受章。
1982年10月25日死去、92歳。死没日をもって従三位に叙され、銀杯一組を賜った。
戦前は民政党に所属（ただし総選挙に初当選したのは政党解消によって民政党が解散した後である）、戦後は日本進歩党→民主党→自由党→自由民主党に所属。
次男の逢沢英雄、孫の逢沢一郎はいずれも自由民主党衆議院議員。